# Chiamata telefonica con preavviso
La chiamata telefonica con preavviso era un servizio offerto in Italia dalla SIP.
Era diretto a chi non possedeva un apparecchio telefonico, che veniva convocato per una certa ora presso un Posto Telefonico Pubblico e veniva avvisato di tale convocazione  presso il proprio domicilio da un incaricato della SIP.
La disdetta effettuata prima che fosse trascorsa un'ora dalla prestazione del servizio comportava una soprattassa per il convocante, e lo stesso si verificava nel caso in cui, all'ora prevista, il convocante o il convocato non avessero risposto.
Il servizio fu dismesso in considerazione della diffusione generale della telefonia fissa.